# Amphiesma ishigakiense
Amphiesma ishigakiense este o specie de șerpi din genul Amphiesma, familia Colubridae, descrisă de Malnate și Munstermann 1960. Conform Catalogue of Life specia Amphiesma ishigakiense nu are subspecii cunoscute.